# British Columbia Highway 26
Der British Columbia Highway 26 verläuft im Zentrum der westkanadischen Provinz British Columbia. Er liegt zwischen den Orten Quesnel und Barkerville und hat eine Länge von 82 km.

## Streckenverlauf
Beim Flugplatz von Quesnel, nördlich der Stadt Quesnel, zweigt Highway 26 vom Highway 97 in östlicher Richtung ab. Der Highway führt nach Cotton Wood und von dort in die mittleren Lagen der Cariboo Mountains. Die Route erschließt die Gemeinde Wells und schließlich die ehemalige Goldgräberstadt Barkerville.
Die Straße führt dann, allerdings nicht mehr als Highway ausgezeichnet, weiter nach Osten, wo dann der Bowron Lake Provincial Park erreicht wird.